# Distretto di Longtan
Il distretto di Longtan (龙潭区S, Lóngtán QūP) è un distretto della Cina, situato nella provincia di Jilin e amministrato dalla prefettura di Jilin.